# Beskyd
Beskyd este o arie protejată (arie specială de conservare — SAC, sit de importanță comunitară — SCI) din Slovacia întinsă pe o suprafață de 5.348,59 ha, integral pe uscat.

## Localizare
Centrul sitului Beskyd este situat la coordonatele 49°13′15″N 22°01′00″E / 49.220833°N 22.016667°E.

## Înființare
Situl Beskyd a fost declarat sit de importanță comunitară în aprilie 2004 pentru a proteja 15 specii de animale. Situl a fost protejat și ca arie specială de conservare în martie 2004.

## Biodiversitate
Situată în ecoregiunea alpină, aria protejată conține 8 habitate naturale: Păduri pe pante, grohotișuri și ravene de Tilio-Acerion, Pajiști uscate seminaturale și facies de acoperire cu tufișuri pe substraturi calcaroase (Festuco-Brometalia) (* situri importante pentru orhidee), Mlaștini alcaline, Păduri de fag Luzulo-Fagetum, Păduri de fag subalpine medio-europene cu Acer și Rumex arifolius, Păduri aluvionare cu Alnus glutinosa și Fraxinus excelsior (Alno-Padion, Alnion incanae, Salicion albae), Păduri de fag Asperulo-Fagetum, Fânețe de joasă altitudine (Alopecurus pratensis, Sanguisorba officinalis).
La baza desemnării sitului se află mai multe specii protejate:
- amfibieni (2): izvoraș-cu-burta-galbenă (Bombina variegata), Triturus montandoni
- mamifere (7): liliac cârn (Barbastella barbastellus), zimbru (Bison bonasus), lupul (Canis lupus), vidră de râu (Lutra lutra), râs eurasiatic (Lynx lynx), liliac comun (Myotis myotis), urs brun (Ursus arctos)
- nevertebrate (6): Boros schneideri, Carabus zawadzkii, Euplagia quadripunctaria, Isophya stysi, fluturele purpuriu (Lycaena dispar), Rosalia alpina

Pe lângă speciile protejate, pe teritoriul sitului au mai fost identificate 11 specii de plante, 1 specie de amfibieni, 11 specii de mamifere, 1 specie de nevertebrate, 3 specii de reptile.